# Талла (стадион)
«Та́лла» (англ. Tallaght Stadium, ирл. Staid Thamhlachta) — футбольный стадион в городе Талла (Южный Дублин), Ирландия. Домашняя арена футбольного клуба «Шемрок Роверс», выступающего в ирландской Премьер-лиге. Текущая вместимость — 5947 мест (все сидячие).

## История
Строительство стадиона началось в конце 2000 года, однако открыт он был из-за различных задержек только в 2009 году. Открытие арены прошло в два этапа: в марте была открыта Западная (главная) трибуна, вмещающая 3048 зрителей, а в августе достроена и открыта Восточная трибуна, вместимостью 2899 зрителей. Обе трибуны имеют козырьки.
В июле 2009 года в рамках «фестиваля футбола» на стадионе был сыгран товарищеский матч между «Шемрок Роверс» и мадридским «Реалом». Благодаря установке дополнительных временных мест эту игру посетили 10 900 зрителей. Этот матч стал дебютным в составе «Реала» для португальца Криштиану Роналду.